# Poa macroanthera
Poa macroanthera är en gräsart som beskrevs av Da Fang Cui. Poa macroanthera ingår i släktet gröen, och familjen gräs. Inga underarter finns listade i Catalogue of Life.